# Amedia floridana
Amedia floridana är en tvåvingeart som beskrevs av Jaschhof 1997. Amedia floridana ingår i släktet Amedia och familjen gallmyggor. Inga underarter finns listade i Catalogue of Life.